# Reinprecht V. von Walsee

Stammwappen derer von Walsee

Reinprecht V. von Walsee († 19. Mai 1483), aus dem Ministerialengeschlecht der Walseer, war von 1467 bis 1478 wie schon zuvor sein Großvater Reinprecht II. von Walsee und sein Vater Reinprecht IV. von Walsee Hauptmann ob der Enns. Die nicht durchgehende Nummerierung ergibt sich aus der traditionellen Zählung, die das gesamte Geschlecht der Walseer berücksichtigt, wodurch den Namen Reinprecht III. ein entfernter, von 1349 bis 1353 bezeugter Verwandter aus der Linie Walsee-Drosendorf trägt.

## Leben
Nachdem Reinprecht IV. von Walsee 1450 gestorben war, hatte Kaiser Friedrich III. die Hauptmannschaft ob der Enns mit Johann von Schaunberg († 16. November 1453) besetzt. Seine Söhne Wolfgang V. von Walsee und Reinprecht V. hielten sich deshalb vorerst meist am Hofe des Kaisers auf, der ihnen wohlwollend begegnete. Kaiser Friedrich verlieh den Walseern bestimmte Privilegien, sicherte sich im Wiener Neustädter Übereinkommen vom 6. Dezember 1450 von ihnen aber auch das Zugeständnis, dass das hohe Gericht auf allen ihren Herrschaften an den Landesfürsten zurückfallen sollte, falls die beiden Walseer ohne männliche Erben sterben sollten.
Im Dezember 1451 traten die Brüder Wolfgang V. und Reinprecht V. mit Kaiser Friedrich III., dessen Bruder Albrecht VI. und König Ladislaus Postumus den Römerzug an und begleiteten sie bis nach Sankt Veit an der Glan in Kärnten, wo man das Weihnachtsfest feierte. Die beiden Brüder kehrten von dort aber nach Hause zurück und verbündeten sich mit Ulrich von Eyczing. Während Wolfgang politisch sehr aktiv und mit kurzen Unterbrechungen von 1452 bis zu seinem Tod im Jahr 1466 Hauptmann ob der Enns war, lebte Reinprecht eher zurückgezogen. Mit dem Tod seines kinderlos verstorbenen Bruders Wolfgang, der sämtliche ihm verbliebenen Güter an Kaiser Friedrich III. vererbte, war die Bedeutung des Walseer Geschlechts geschwunden.
Reinprecht V. war der letzte männliche Nachkomme der einst so weit verzweigten Walseer, jedoch nicht im Stande, sich persönlich hervorzutun oder den wirtschaftlichen Niedergang seines Hauses aufzuhalten. Kennzeichnend für die schwierige Lage war, dass nach Wolfgangs Tod im Jahr 1466 die wichtige Stelle des Hauptmanns ob der Enns trotz dringender Probleme ein halbes Jahr lang unbesetzt blieb. Zu jener Zeit traten Georg von Stein, ehemaliger Kanzler von Erzherzog Albrecht VI., und Wilhelm von Puchheim in die Dienste des böhmischen Königs Georg von Podiebrad. Da sich Georg von Stein weigerte, dem Kaiser die Pfandschaft Steyr herauszugeben, wollte sich Friedrich III. Anfang 1467 während Georg von Steins Abwesenheit der Stadt und Burg Steyr bemächtigen. Er sandte den erst 23-jährigen Herzog Albrecht von Sachsen, Wolfgang von Schaunberg, Reinprecht V. und Georg Volkenstorf mit etwa 400 Berittenen nach Steyr, die von den Bürgern mit Huldigungen empfangen wurden, die Burg aber nicht einnehmen konnten. Als Georg von Stein zurückkehrte, plünderte und brandschatzte er aus Rache Besitzungen Reinprechts V. und der Volkenstorfer zwischen Enns und Traun sowie das Kloster Baumgartenberg. Reinprecht V. wollte von Burg Altpernstein aus mit seinen Leuten und aufgebotenen Bauern die Plünderungen verhindern, etwa 200 von ihnen wurden aber im nahen Markt Kirchdorf an der Krems von Steins böhmischen Söldnern getötet. Georg von Stein erhielt 10.000 Goldgulden für seinen Abzug und als Ablöse für Steyr.
In den Folgejahren musste Reinprecht V. wiederholt weitere Angriffe von Georg von Stein und böhmischen Adeligen abwehren und vor allem Freistadt und Haslach verteidigen, das am 15. August 1469 gebrandschatzt wurde. Der ständigen Scharmützel müde, legte Reinprecht V. um Ostern 1478 sein Amt als letzter Walseer Hauptmann ob der Enns nieder. Sein Nachfolger wurde Bernhard von Scherffenberg. Ab 1482 hielt sich Reinprecht V. hauptsächlich in Nieder-Wallsee auf. Von seinen Erbämter übergab er das steirische Truchsessenamt an die Brüder Siegmund und Heinrich Prüschenk, am 13. März 1483 das österreichische Erbmarschallamt seinem Vetter Georg von Schaunberg. Mit Reinprechts Tod war das einst mächtige und verzweigte Geschlecht der Walseer ausgestorben, an welches heute noch die Stadt Bad Waldsee in Baden-Württemberg sowie der Ort und das Schloss Wallsee in Niederösterreich erinnern.

## Besitzungen
Der Besitz, den Reinprecht IV. seinen beiden Söhne Wolfgang V. und Reinprecht V. hinterlassen hatte, war nicht mehr so umfangreich wie zu Zeiten Reinprechts II., er zählte aber  noch immer zu den bedeutendsten in Österreichs. Unter dem ehrgeizigen, aber wirtschaftlich erfolglosen Wolfgang V. von Walsee gingen bereits erhebliche Besitztümer verloren. Mit der am 20. August 1456 abgeschlossenen Güterteilung mit seinem Bruder Wolfgang hatte Reinprecht V. zumindest seinen eigenen Besitz. Da Reinprecht keine männlichen Nachkommen hatte, fiel der Großteil seiner Besitzungen 1483 an Kaiser Friedrich III. 